# Sebastian Rejman

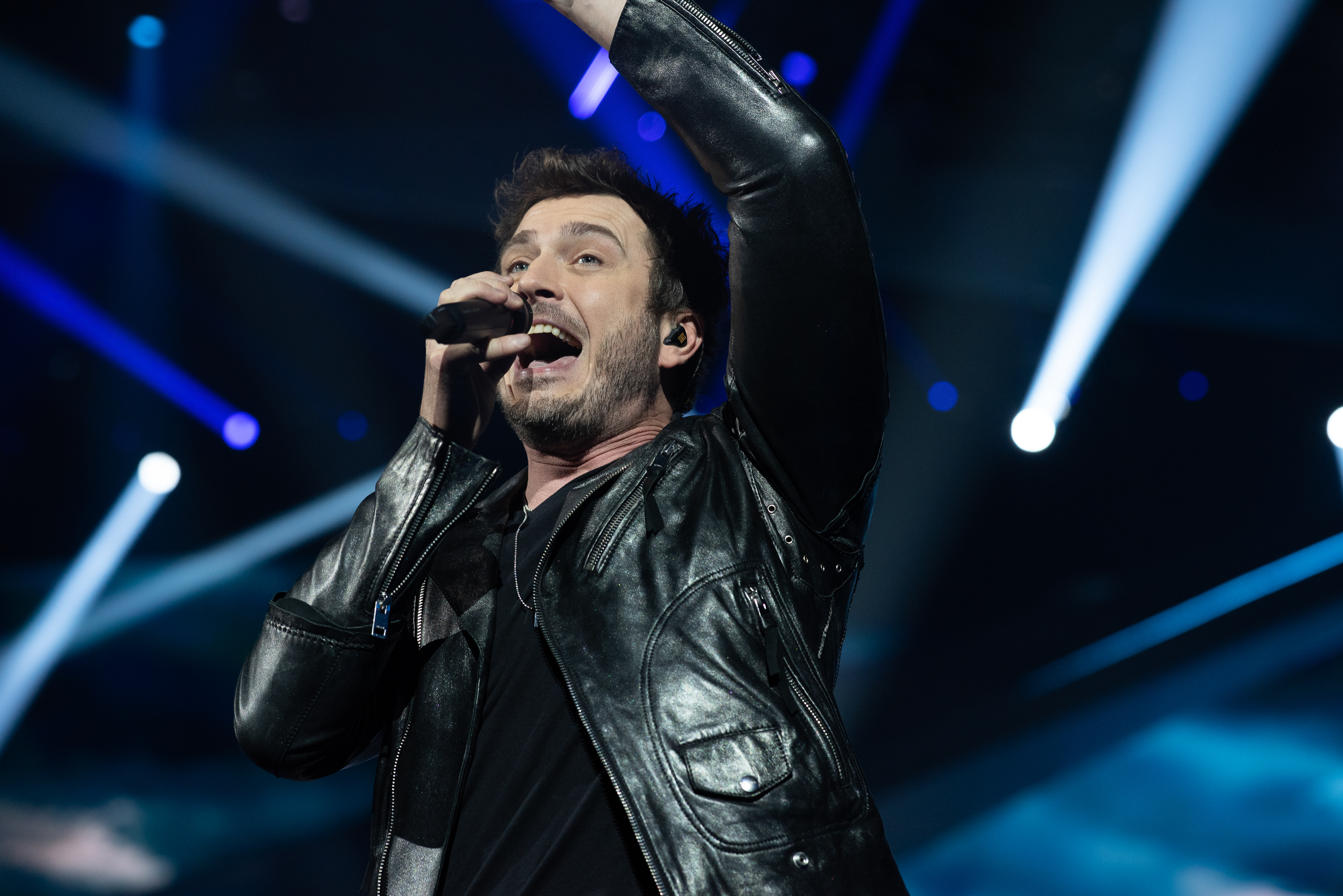
Sebastian Rejman (2019)

Sebastian Rejman (nascido em 13 de janeiro de 1978)  é um cantor, ator e apresentador de televisão finlandês.  Ele é o cantor e guitarrista da banda The Giant Leap.  Enquanto Giant Leap esteve em hiato, Rejman fundou uma nova banda chamada Sebastian & The 4th Line Band.
Ele representou  a Finlândia  no festival da eurovisão  tendo não  se classficado para final terminando em 16º ultimo.

## Vida pessoal
Rejman nasceu em uma família bilíngüe, falando em finlandês e sueco .  Ele tem um filho (nascido em 2016) e uma filha (nascida em 2019) com a atriz Iina Kuustonen .